# Makarius van den Bosch
Makarius van den Bosch was een Brabantse koopman en stadsbestuurder. Hij was ten minste in 1258 en 1262 schepen van 's-Hertogenbosch. Hij wordt genoemd in het testament van Keizerin Maria van Brabant (de echtgenote van Keizer Otto IV) als belangrijkste financier van de abdij van Binderen. 
Makarius kreeg verschillende kinderen, waaronder:
- Makarius II van den Bosch, rechtsgeleerde, bekend door zijn onderzoek omtrent het Sacrament van Niervaert.
- Elisabeth van den Bosch, huwde met Gooswijn Moedel van Mierlo, heer van Mierlo.